# Laiton
 (mars 2024).
Pour l’article ayant un titre homophone, voir letton.
Les laitons sont des alliages jaunes, très ductiles et malléables, composés essentiellement de cuivre et de zinc, en proportions variables, dont la fabrication directe à partir de minerais appropriés était déjà maîtrisée par les métallurgistes avant l'Antiquité. Le laiton ordinaire est l’alliage binaire de cuivre et du zinc du : H90, H80, H68, H62. Selon les propriétés visées, ils peuvent aujourd'hui contenir d'autres éléments d'addition comme le plomb, l'étain, le nickel, le chrome et le magnésium, dans des proportions très modérées.

## Histoire
Les laitons sont connus depuis la préhistoire et ont été développés et utilisés aussi bien en Afrique, qu'en Chine, ainsi que dans le bassin méditerranéen, surtout à partir de la période antique.
Durant le Ier siècle av. J.-C., le laiton est utilisé pour la monnaie au sein de différentes régions d'Asie Mineure. C'est ultérieurement qu'il sera utilisé partout dans le reste de l'Asie et en Europe, principalement par l'Empire romain avec la création du sesterce en laiton. En Europe quelques pièces ont été trouvées, comme le sanglier-enseigne de Soulac-sur-Mer, artefact gaulois du Ier siècle av. J.-C.
On l'utilise en Europe depuis le Moyen Âge pour de multiples usages.
En Europe, il est ainsi produit en masse au Moyen Âge pour la fabrication de chaudrons, de chaudières, d'aiguières et diverses vaisselles qui concurrencent les récipients en céramique. Les ateliers de fonderie de Dinant et de Bouvignes, dans la vallée de Meuse (actuelle Belgique), en produisirent de manière quasi industrielle, faisant la richesse de ces deux cités.
Afin de limiter les coûts de production, le plomb était largement substitué au zinc pour les simples chaudrons de cuisine, le zinc étant plutôt réservé pour les alliages constitutifs  des objets de prestige utilisés par l'aristocratie et l'Église.

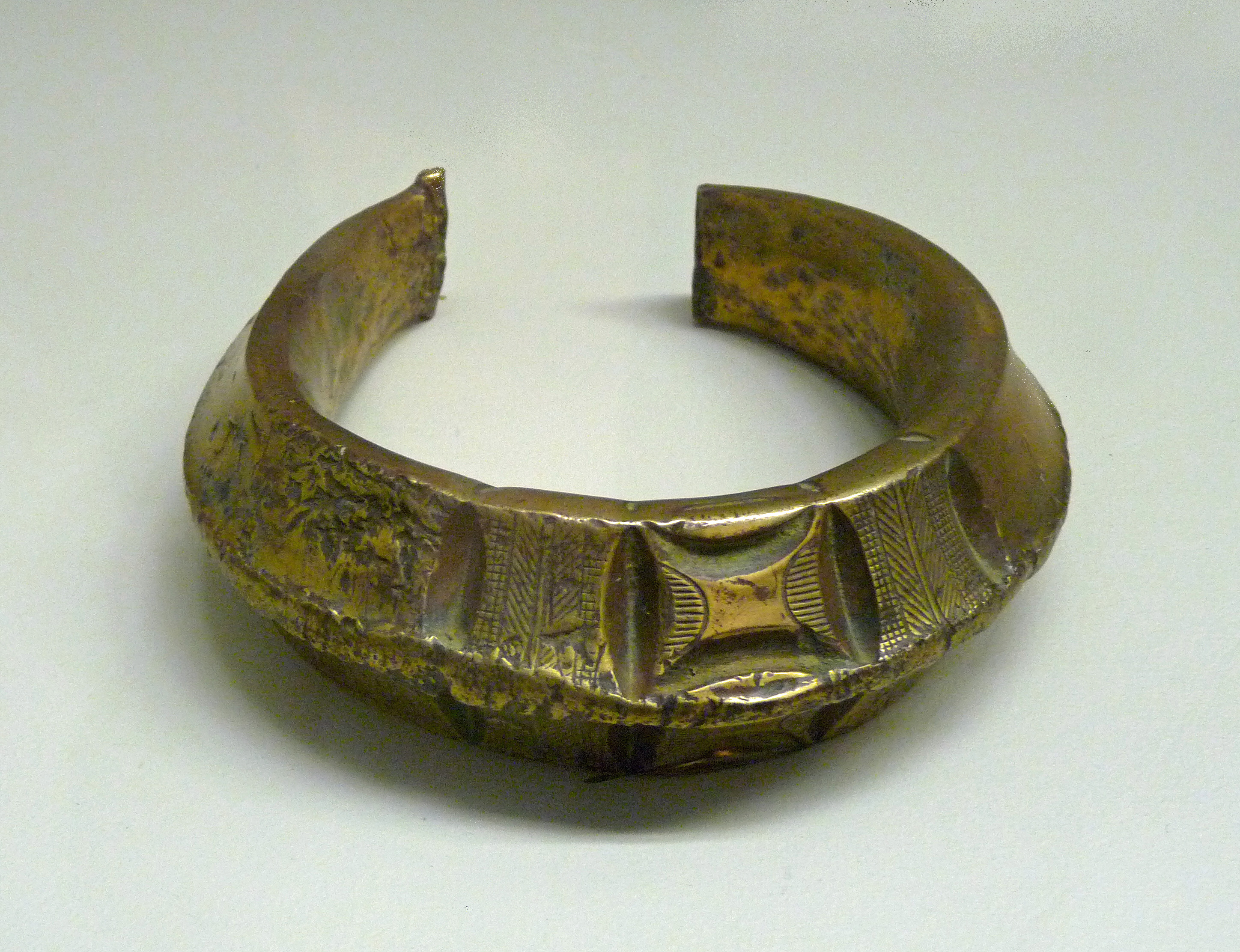
Collier traditionnel en laiton, Afrique centrale.
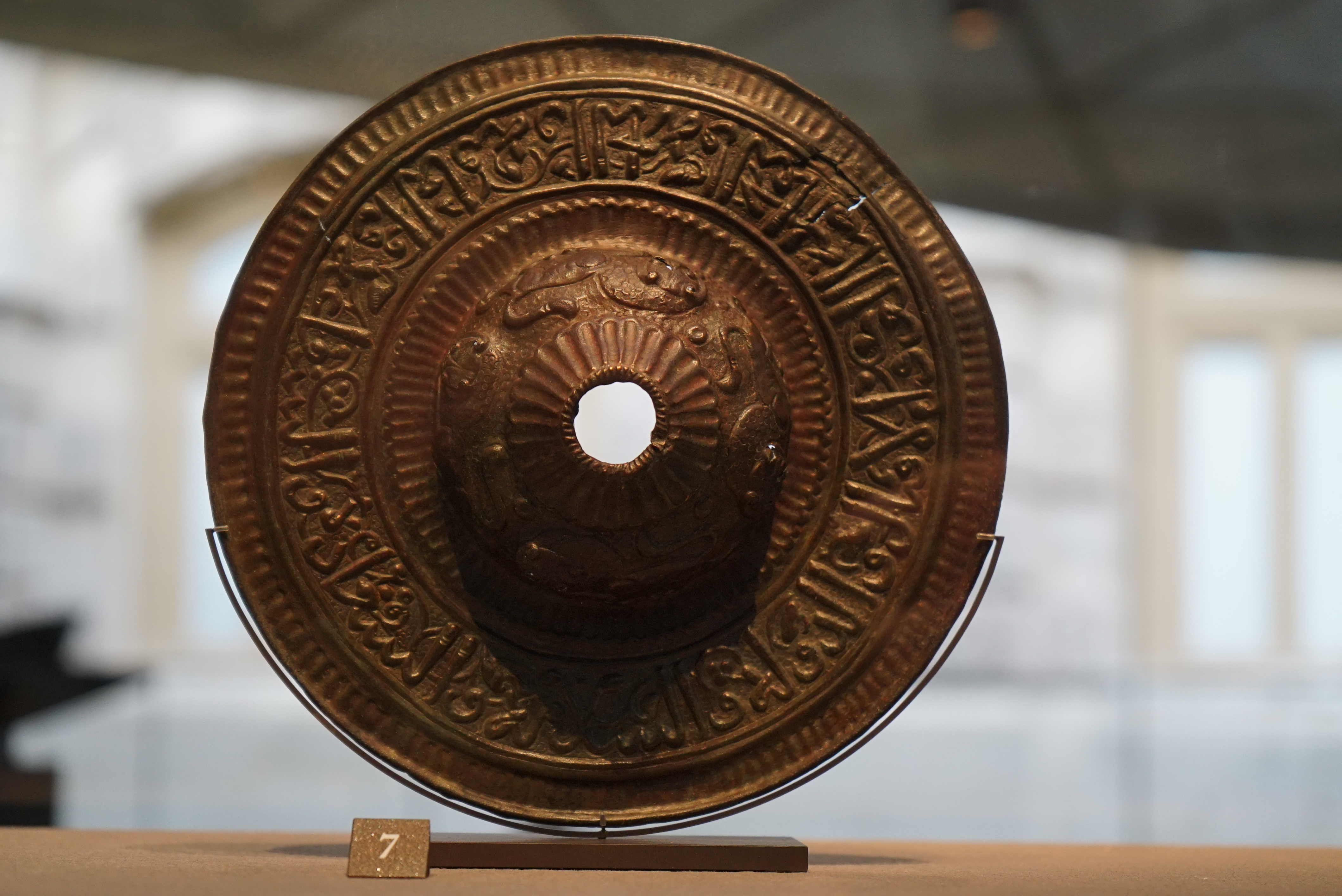
Pièce de laiton, Terres afghanes, XIIe siècle.

## Dénominations, laitons simples, catégories actuelles de laitons, confusions
Le terme laiton avec les variantes laton (1180), laiton (1220), etc., est attesté en ancien français, on le trouve communément à la fin du XIIIe siècle par exemple dans des éditions du Roman de Renart. Selon le dictionnaire étymologique publié sous la direction d'Albert Dauzat, le terme est emprunté à l'arabe lāțūn désignant le cuivre. Cet emprunt semble avoir été opéré par le latin médiéval dans le milieu d'échange ibérique du IXe siècle pour décrire précisément un cuivre d'œuvre, le mot arabe provenant lui-même du turco-mongol altun, signifiant « cuivre » ou « or rouge ».
Le verbe « laitonner » est attesté plus tardivement, par exemple en 1419 sous la forme verbale latonner au sens de « recouvrir d'une couche de laiton » ou en 1467 sous la forme adjectivée laitonné, qualifiant un fer ou un métal recouvert de laiton protecteur ou décoratif. Vers 1845, le verbe français laitonner signifie au choix soit « recouvrir de laiton » soit « garnir de fils de laiton ». Le laitonnage consiste en un dépôt d'une couche de laiton à la surface d'une pièce. Il était appliqué par voie électrolytique dès la fin du XIXe siècle et au début du XXe siècle.
Le corps simple métal cuivre est un système cristallin cubique à faces centrées, alors que le zinc est hexagonal compact. Si la structure globale du cuivre monophasé doit être préservée, il ne faut pas que les alliages simples ou binaires CuZn dépassent une teneur en Zn de 35 %. Au-delà apparaît une phase β ou bêta, de maille cubique centrée, elle explique la dureté croissante mais aussi la fragilité catastrophique une fois dépassé 42 % en masse de zinc.
Voici l'évolution de la teneur minimale en zinc :
- un alliage à 5 % en Zn présente une belle couleur or ou dorée, il peut être employé en petite bijouterie ;
- un laiton simple à 10 % est parfois dénommé « bronze de zinc pur », il est souvent en pratique moins cher que les vrais bronzes à l'étain et peut se substituer à leurs emplois ;
- un laiton simple à 15 % est un alliage caractérisé par une teinte rouge, soit le « laiton rouge » des Anciens ;
- autour de 30 % de Zn, un laiton classique, à teinte jaune ou jaunâtre, affiche de bonnes propriétés mécaniques, il peut être mis en forme par pression à froid, par exemple pour obtenir des formes dessinées ou gravures au repoussé. Il peut servir à faire des cartouches ou des caisses d'habillage protectrices pour celles-ci.

Il existe trois catégories de laiton (chaque catégorie englobe les propriétés des précédentes) :
- les laitons simples ou alliages binaires déjà décrits : ils ne contiennent que du cuivre et du zinc. L'ajout de zinc abaisse la température du point de fusion de l'alliage ainsi que sa conductivité électrique, mais en augmente la dureté et la résistance mécanique ;
- les laitons au plomb (environ 60 % de cuivre, 40 % de zinc, 1 à 3 % de plomb) : le plomb améliore l'usinabilité en se disséminant en fins globules qui permettent une meilleure fragmentation des copeaux ;
- les laitons spéciaux : ils ont pour but d'augmenter les propriétés mécaniques par l'addition d'éléments d'alliage (étain, aluminium, arsenic, magnésium, nickel, fer, silicium, etc.) ; le nickel est utilisé dans les pièces de monnaie ou pour le plaquage du laiton, en raison de sa résistance à l'oxydation et à la corrosion.

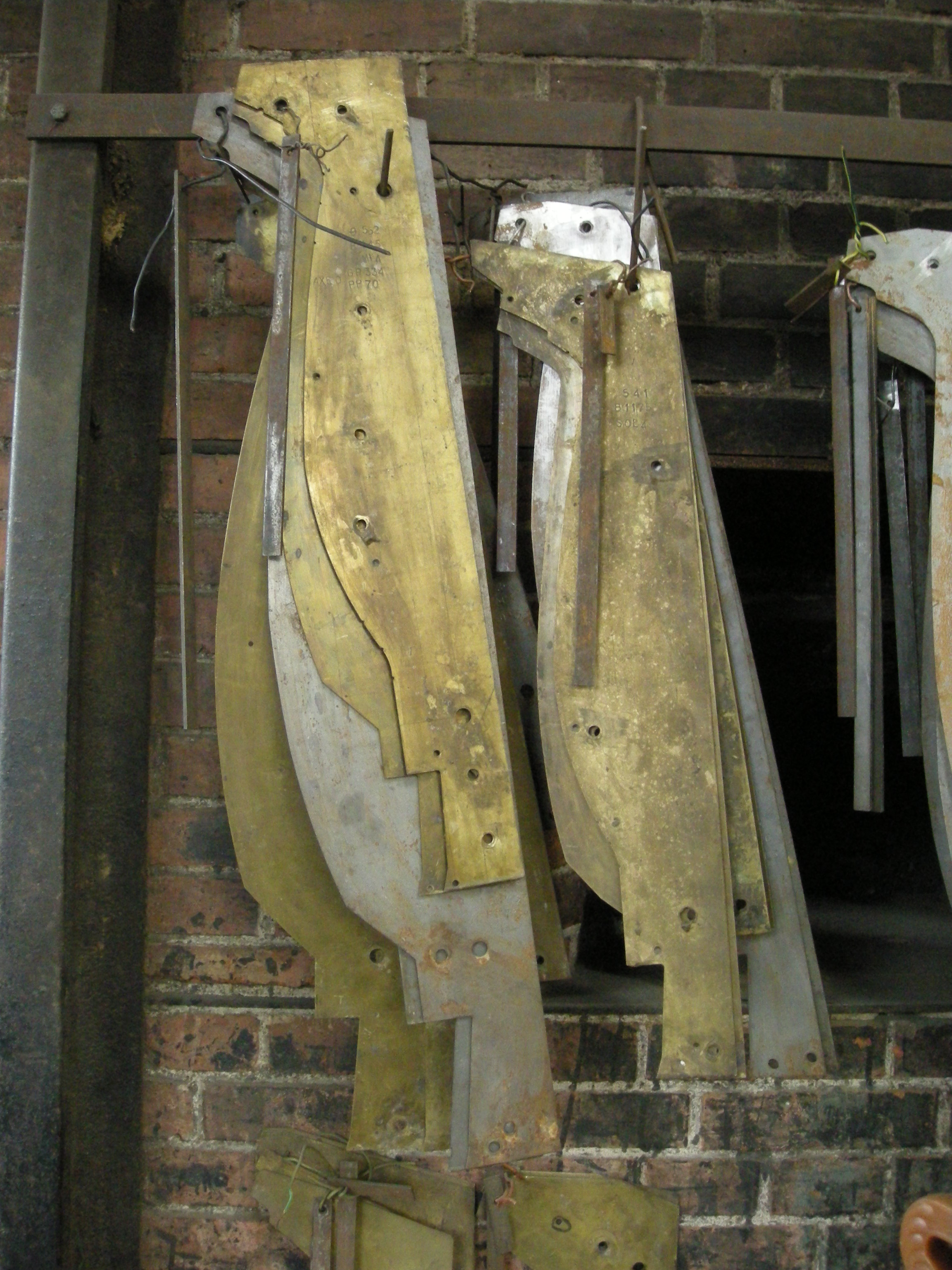
Gabarits en laiton utilisés pour la fabrication de cloches.

Les laitons ductiles et malléables sont aussi appelés « cuivre jaune » par les plombiers, qui l'utilisent pour la robinetterie courante (tubes, tuyaux, raccords, bondes, etc.). Selon leurs compositions, ils peuvent aussi être appelés abusivement ou pratiquement : tombac, archal, bronze florentin (ou bronze vénitien), similor ou pinchbeck. Par exemple, le bronze florentin (ou bronze vénitien) est composé de 85 % de cuivre et 15 % de zinc.
Suivant la composition, les laitons présentent donc une gamme de malléabilité, de ductilité, de résistance à la corrosion, de couleur et d'adhérence des patines, vernis, revêtements métalliques et/ou d'adaptation à des traitements de surface. Beaucoup d'objets peuvent être fabriqués en laiton, mais un grand nombre sont ensuite enduits d'une couche fine de métal plus noble (argent, or, platine, etc.), de laques noires, blanches ou diversement colorées (laitons laqués).
En dehors des laitons, il existe d'autres familles différentes d'alliages cuivreux dont les principales sont les cuproaluminiums, les cupronickels, les maillechorts (cuivre, nickel et zinc) et les bronzes qui sont des alliages de cuivre et d'étain.
Il ne faut pas le confondre avec le cuivre rouge, par exemple constituant le fer à souder des zingueurs.

### H59 à H63
Le laiton ordinaire a de vastes applications, mais l’augmentation de la teneur en zinc de H63 à H59 permet de bien résister au traitement à chaud. Ils sont principalement utilisés dans diverses parties de machines et d’appareils électriques, de pièces d’estampage et d’instruments de musique.

### H65
Le laiton H65 est principalement utilisé dans divers produits de quincaillerie, éclairage, accessoires de tuyauterie, fermetures à glissière, plaques, rivets, ressorts.

### H68
Ce laiton a une bonne plasticité et une haute résistance et de bonnes performances de traitement à chaud et à froid. Généralement utilisé pour diverses pièces d’emboutissage à froid, coques de radiateur, soufflets, guides d’ondes, portes, lampes, etc.

### H70
Une variété de laiton largement utilisée pour diverses pièces de fabrication d’emboutissage profond et de pliage, coques de radiateur, conduits, soufflets, coquilles de balle, joints, etc. 

### Laiton de nickel
Utilisé pour fabriquer des pièces en métal, des tubes de manomètre, des filets en papier, des tubes de condensat marins et d’autres raccords de tuyauterie résistants à la corrosion et à la pression.

### Laiton au plomb
C'est un laiton complexe extrêmement important et le plus largement utilisé. Il a d’excellentes performances de coupe, une résistance à l’usure et une résistance élevée. Il est principalement utilisé pour divers connecteurs, vannes, maintenance des roulements de tige. Le faible coût du laiton au plomb et le fait qu'il peut contenir une large variété d’éléments d’alliage a jeté les bases d’une utilisation complète des matières premières en alliage de cuivre.

#### HPb59-3
Le laiton au plomb HPb59-3 a une bonne ouvrabilité à froid et à chaud et une excellente usinabilité. Il est généralement utilisé pour fabriquer diverses goupilles, vis, joints, quincaillerie, raccords de tuyauterie, supports de roulement, etc.

#### H59-1
Largement utilisé, il se caractérise par une bonne usinabilité, de bonnes propriétés mécaniques, peut supporter un traitement sous pression à froid et à chaud, un soudage facile, une bonne soudure des fibres Il a une bonne stabilité à la corrosion générale, mais a tendance à se corroder et à se fissurer. Il est principalement utilisé pour les vannes.

### Laiton au manganèse
Grâce à sa bonne résistance et de ses propriétés de traitement à froid et à chaud, le laiton au manganèse est largement utilisé dans les navires et la construction navale. Il est également utilisé  pour les paires de friction de pompe haute pression et les anneaux d’engrenages de synchronisation automobile.

#### HMn58-2
Le laiton au manganèse HMn58-2 a une résistance élevée à la corrosion dans l’eau de mer, la vapeur surchauffée et le chlorure, mais a tendance à la fissuration par corrosion. C’est une variété de laiton largement utilisée pour les pièces travaillant dans des conditions corrosives et des pièces industrielles à faible courant.

### Laiton aluminium HAl60-1-1
Une résistance au sol élevée, une bonne résistance à la corrosion dans l’atmosphère, l’eau douce et l’eau de mer, mais il est sensible à la fissuration par corrosion. La plasticité à froid est faible. Il est utilisé pour les pièces structurelles nécessitant une résistance à la corrosion, telles que les engrenages, les engrenages à vis sans fin, les bagues, les arbres, etc.

### Laiton d’étain
Il a généralement une résistance et une dureté élevées, mais surtout une excellente résistance à la corrosion de l’eau de mer, il est donc largement utilisé dans l’industrie maritime et peut être utilisé pour fabriquer des bornes, des clips d’instruments, des rondelles à ressort, condenseurs anticorrosion, électrodes de soudage pour structures marines, pièces, etc.

### Laiton de silicium
Le laiton de silicium a de bonnes propriétés mécaniques, une résistance élevée à la corrosion, aucune tendance à la fissuration par corrosion et une bonne résistance à l’usure. C'est le laiton ayant la conductivité thermique la plus basse, il est donc facile à souder et à braser. Principalement utilisé pour les pièces de navires, les tuyaux de vapeur et les raccords de tuyauterie d’eau.

### Fer laiton
Une résistance, une ténacité et de bonnes propriétés de réduction du frottement. Il présente une résistance élevée à la corrosion dans l’atmosphère et dans l’eau de mer, mais a tendance à se corroder et à se fissurer. Le laiton de fer est utilisé pour fabriquer des pièces structurelles qui fonctionnent sous friction et corrosion par l’eau de mer.

## Propriétés physiques et chimiques
Les laitons sont des alliages amagnétiques. La corrosion atmosphérique fait apparaître à la surface du laiton, une couche appelée vert-de-gris, du fait de la présence majoritaire de cuivre.
Le laiton est très facile à usiner mais relativement fragile en comparaison avec les autres alliages.

Diagramme binaire cuivre-zinc.

Les propriétés physiques de l'alliage dépendent fortement de sa composition. Par exemple, pour un laiton contenant 90 % de cuivre et 10 % de zinc, la masse volumique est 8 800 kg/m3, la conductivité thermique est environ 121 W m−1 K−1, et la température de fusion est environ 900 °C.
Les planches de laiton les plus communes ont une densité d'environ 8,6 pour un point de fusion caractéristique de 940 °C.
Son module de Young est compris entre 100 et 130 GPa. Son coefficient de Poisson est de 0,37.

## Masse volumique
Voici une table de masse volumique du laiton simple en fonction de la teneur en cuivre et zinc.

Les proportions sont en masse.
La masse volumique du cuivre est 8 920 kg/m3, celle du zinc est 7 140 kg/m3.
| % de cuivre | % de zinc | {\displaystyle \rho _{\text{laiton}}} |
| ----------- | --------- | ------------------------------------- |
| 100         | 0         | 8 920                                 |
| 95          | 5         | 8 831                                 |
| 90          | 10        | 8 742                                 |
| 85          | 15        | 8 653                                 |
| 80          | 20        | 8 564                                 |
| 70          | 30        | 8 386                                 |
| 60          | 40        | 8 208                                 |

La formule classique :
{\displaystyle \rho ={\frac {100}{{\frac {x}{8\,920}}+{\frac {100-x}{7\,140}}}}}     (en kg/m3)
avec x, le pourcentage en masse de cuivre,
n'est pas correcte, car l'arrangement des atomes de cuivre et de zinc change lors du mélange de ces deux métaux.
Une formule empirique donnant de bons résultats pour des proportions de cuivre allant jusqu'à 40 % est :
{\displaystyle \rho ={\frac {100}{{\frac {x}{8\,920}}+0,9\cdot {\frac {100-x}{7\,140}}+10^{-7}\cdot (100-x)^{2}}}}     (en kg/m3)
avec x, le pourcentage en masse de cuivre.
Des formules empiriques donnent la masse volumique du laiton en fonction de la fraction massique du cuivre ou de la fraction massique du zinc, la fraction volumique du cuivre en fonction de la fraction massique du cuivre, la fraction volumique du zinc en fonction de la fraction massique du zinc, la fraction volumique du laiton en fonction de la fraction massique du cuivre ou du zinc.
La masse volumique du laiton (exprimée en g/cm3) en fonction de la fraction massique {\displaystyle x_{\text{Cu}}} du cuivre est donnée par :
{\displaystyle \rho _{\text{laiton}}=1,78\cdot x_{\text{Cu}}+7,14}.
La masse volumique du laiton (en g/cm3) en fonction de la fraction massique {\displaystyle x_{\text{Zn}}} du zinc est donnée par :
{\displaystyle \rho _{\text{laiton}}=-1,78\cdot x_{\text{Zn}}+8,92}.
La fraction volumique (sans dimension) du cuivre dans le laiton en fonction de la fraction massique {\displaystyle x_{\text{Cu}}} du cuivre est donnée par :
{\displaystyle \chi _{\text{Cu}}=0,1996\cdot x_{\text{Cu}}^{2}+0,8004\cdot x_{\text{Cu}}-2\cdot 10^{-15}}.
La fraction volumique du zinc dans le laiton en fonction de la fraction massique {\displaystyle x_{\text{Zn}}} du zinc est donnée par :
{\displaystyle \chi _{\text{Zn}}=-0,2493\cdot x_{\text{Zn}}^{2}+1,2493\cdot x_{\text{Zn}}-2\cdot 10^{-15}}.
La fraction volumique du laiton en fonction de la fraction massique x du cuivre ou du zinc est donnée par :
{\displaystyle \chi _{\text{laiton}}=-0,0497\cdot x^{2}+0,0497\cdot x+1}.

## Utilisations
Le laiton est le plus utilisé des alliages de cuivre. C'est l'un des principaux alliages utilisés dans la fabrication de petites pièces tournées en très grandes séries (CuZn39Pb2 ou Pb3, le plomb facilitant l'usinage).
Les laitons servent à faire des tubes et tuyaux, des pièces de fonderie, des pièces mécaniques comme les engrenages, de la boulonnerie, de la robinetterie, des pièces de serrurerie, de quincaillerie, des pièces d'apparat, des instruments de précision, des pièces d'horlogerie, des éléments décoratifs pour le mobilier, des instruments de musique, des objectifs photo de qualité, des ustensiles décoratifs en dinanderie, etc. 
Il est également utilisé dans certaines pièces soumises à l'usure ou aux chocs (capot, semelle) des appareils photos. Le laiton peut aussi être utilisé en couches protectrices ou de décoration.
Voici quelques exemples précis d'utilisations :
- en papeterie, pour l'embossage des toiles en bronze qui serviront à former les filigranes dans le papier ;
- dans la fabrication des douilles d'armes à feu (obus, balles, étuis) ;
- en décoration, les laminés (plaques) de laiton sont utilisés pour la gravure et le guillochage. Vernis, ils deviennent par exemple les plaques sur les portes des médecins ;
- utilisé dans la fabrication de monnaies (pièce de dix francs) ;
- comme base à la fabrication des alliages à mémoire de forme ;
- en confection d'outils à destination des mines et pour les robinetteries à gaz, car ce métal ne produit pas ou très peu d'étincelles ;
- fabrication de bijoux.

Quelques utilisations
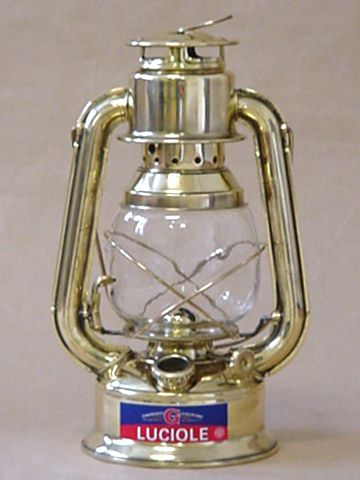
Une lampe en laiton.
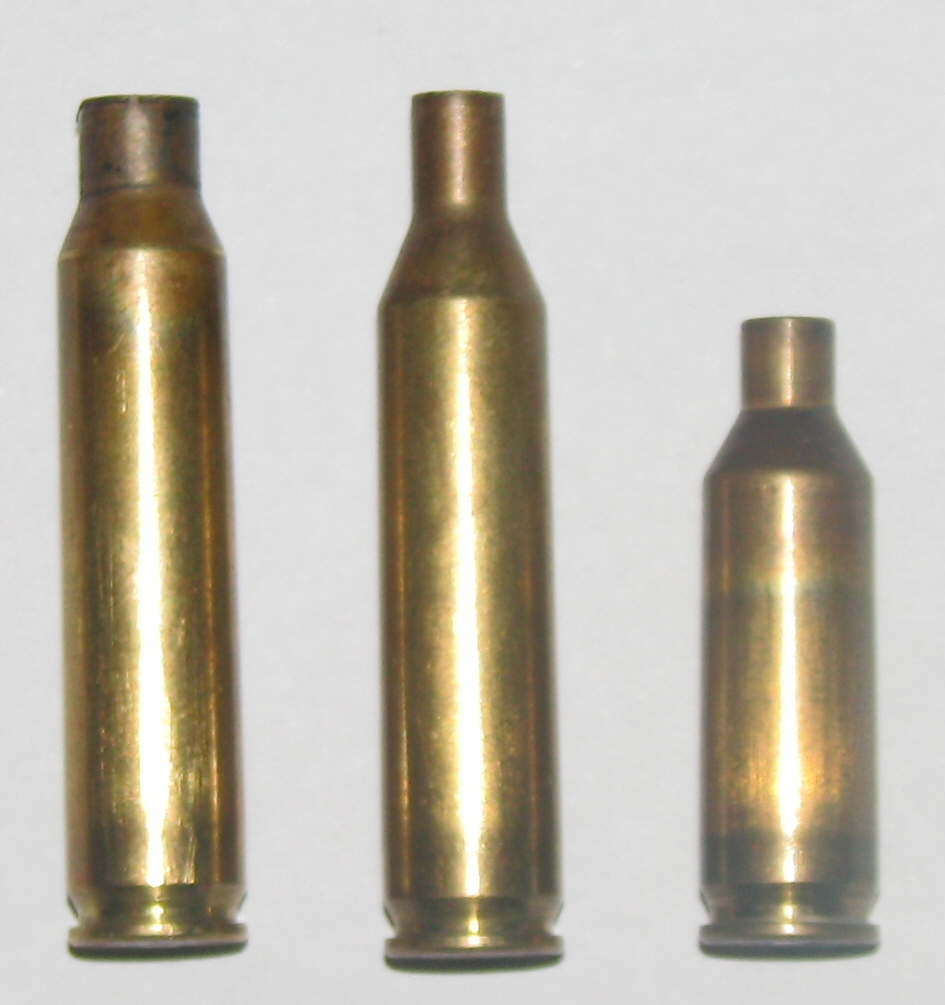
Étuis de munition en laiton.
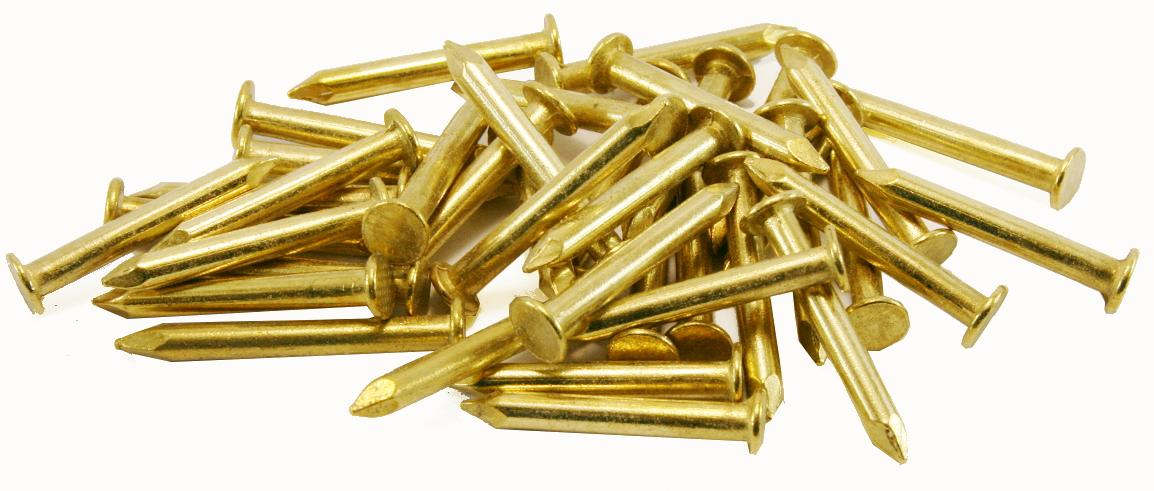
Pointes en laiton.
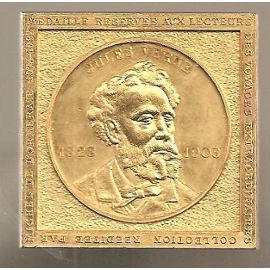
Médaille Jules Verne en laiton.